# Josep Gaspar i Serra
Josep Gaspar i Serra (Manresa, 1892 - Barcelona, 12 de gener de 1970) fou un operador i director cinematogràfic català.

## Biografia
El seu pare era propietari d'una sabateria de Manresa. La família es traslladà a Barcelona i va començar els seus estudis a la Salle. Acabats els estudis, entrà a treballar com a comptable a la casa Gaumont, dedicada principalment a la venda d'aparells de fotografia i cinema a l'engròs. La seva formació a la casa Gaumont de París significà un pas important per la seva carrera.
Molt aviat començà a col·laborar a la premsa il·lustrada catalana i va publicar a les principals revistes gràfiques del seu temps com Mundo Gráfico, Stadium, El Heraldo o Imatges.
Al mateix temps, formà part del grup conegut com "els tres reis màgics" juntament amb els fotògrafs Sagarra i Torrents. Com a fotògraf fou un dels pioners de la fotografia aèria catalana i també va ser fotògraf oficial de l'aeròdrom Canudas entre 1920 i 1933.
Tanmateix, la seva carrera va estar sempre lligada al món de cinema, raó per la qual també és considerat com un dels capdavanters de la cinematografia catalana, i des de 1933 es va dedicar a aquest àmbit quasi exclusivament. Com a cameràman i posteriorment director de fotografia va produir al llarg de la seva carrera (1908-1946) una extensa filmografia, entre la qual podem destacar el documental Gent i paisatge de Catalunya. També va plasmar els esdeveniments de la Setmana Tràgica en el film Els successos de Barcelona (1909). El 1910 filmà la Revolución en Portugal i el 1919 diversos curts documentals sobre indústries locals catalanes exhibits a Nova York. També es dedicà al gènere taurí (Biografía y muerte de Joselito, 1920; Pedrucho, 1925). Posteriorment, sobresortí com a fotògraf cinematogràfic i dirigí sainets (1934).
L'any 1949 es traslladà a Montevideo contractat per Pau Lluís Torrents. Quatre anys més tard se'n va anar a l'Argentina on va muntar uns estudis fotogràfics. Pocs temps després patí un accident que el deixà impedit laboralment. Per aquesta raó i donada la seva edat va decidir tornar a Barcelona, on també li fou molt difícil trobar feina. L'any 1969 i dins la Setmana Cinematogràfica de Molins de Rei se li va retre un homenatge per tal de procurar-li ajuda i reconèixer-li els mèrits. Gaspar va morir a Barcelona el 12 de gener de 1970.

## Fons personal
El seu fons personal es conserva a l'Arxiu Nacional de Catalunya. El fons va ingressar de dues procedències diferents. D'una banda i per compra realitzada pel Departament de Cultura al senyor Luis Galan de Tierra, propietari de bona part del fons a l'Argentina, signat entre el conseller de Cultura Joan Guitart i el venedor, el 9 d'agost de 1991. Un segon lot de 70 positius va ingressar per donació del senyor Publio López Mondéjar signada el 26 d'octubre de 1995 entre ell mateix, d'una part, i Josep Maria Sans i Travé com a director de l'Arxiu Nacional de Catalunya. Està constituït per 2.269 imatges produïdes per Gaspar i recuperades del material que l'autor es va emportar a Sud-amèrica i que allà va conservar el seu amic i ajudant cinematogràfic Luis Galan. Majoritàriament, comprèn l'etapa anterior a la seva partida, amb una gran producció d'entre el final dels anys vint i els trenta, però també podem trobar alguna imatge presa a Sud-amèrica.

## Filmografia[3]
- 1907: La fiesta de sardanas en el parque Güell
- 1908: Corrida de toros con los hermanos Bombita
- 1908: El Monasterio de Piedra
- 1908: Tetuán
- 1909: Flors de cingle
- 1909: El teatre de la Natura a la Garriga
- 1909: Succesos de Barcelona
- 1910: Fiesta en Vic en el centenario de Balmes
- 1910: Homenaje a Maura en Mallorca
- 1910: Revolución en Portugal y huida de los reyes a Inglaterra
- 1911: Naufragio del transatlántico Delhi
- 1912: Del Roncal a Uztarros
- 1912: Iratí
- 1912: Galicia en invierno
- 1912: Vicio y vitud (codir. Enrique Blanco i Alberto Arroyo)
- 1919: Confección del encaje de bolillos
- 1919: La pesca en la costa barcelonesa
- 1919: Vistas aereas de Barcelona
- 1920: Biografia y muerte de Joselito
- 1920: La fábrica de pelotas par el deporte de la cancha
- 1920: Noche de estreno
- 1920: La toma de Xauen
- 1920: La virgen bruja
- 1921: Carrera internacional de "voiturettes". Premio Peña Rhin
- 1921: Viaje del Ministro de Marina a Barcelona
- 1922: Campeonato de España de Fútbol
- 1922: Viajes aéreos por las costas catalanas
- 1922: Castellón, Valencia y Alicante
- 1926: Gent i paisatge de Catalunya
- 1931: La proclamació de la República
- 1934: El niño de las coles
- 1934: ¡Qué tio más grande!
- 1939: Costa Brava
- 1941: Sol de Valencia
- 1942: Se ha perdido un cadáver (codir. José Corral)
- 1944: La llamada del mar